# Акарология
Акароло́гия (от др.-греч. ἄκαρι (akari) «клещ» и λόγος «слово») — раздел зоологии беспозвоночных, изучающий клещей. Выделяют ветеринарное, медицинское, общее и сельскохозяйственное направления акарологии. Основные вопросы акарологии изучаются совместно в первую очередь в ветеринарии и медицине, так как многие клещи являются возбудителями и переносчиками возбудителей инвазионных и инфекционных болезней животных и человека (энцефалит).

## Институты
Научно-исследовательская работа в области акарологии осуществляется в Зоологическом институте РАН, на кафедрах зоологии университетов, в ветеринарных, медицинских и эпидемиологических научно-исследовательских учреждениях.
- Институт полиомиелита и вирусных энцефалитов РАМН имени М. П. Чумакова
- Лаборатория клещевого энцефалита НИИ эпидемиологии и микробиологии Сибирского отделения РАМН (Владивосток, ул. Сельская, 1).
- Центр диагностики и профилактики клещевых инфекций Института эпидемиологии и микробиологии ВСНЦ СО РАМН (Иркутск, ул. К. Маркса, 3).
- Acarology Lab at Ohio State University (Columbus, Огайо, США).
- Laboratory of Medical Acarology (Institute of Parasitology, Academy of Sciences, Чехия.
- Tick Research Laboratory, University of Rhode Island (США)
- Tick Research Lab at Texas A&M University (Техас, США)  Архивная копия от 4 июля 2009 на Wayback Machine

## Общества
В России многие акарологи традиционно являются членами Русского энтомологического общества. Многие статьи по акарологии публикуются в «Энтомологическом обозрении», «Зоологическом журнале», «Паразитологии» и других более общих журналах.
- Acarological Society of America  Архивная копия от 31 августа 2009 на Wayback Machine
- African Acarology Association  Архивная копия от 24 мая 2009 на Wayback Machine
- European Association of Acarologists. Основано в 1987 в Амстердаме
- Sociedad Latinoamericana de Acarologia
- Systematic & Applied Acarology Society  Архивная копия от 8 мая 2009 на Wayback Machine
- The Acarological Society of Japan. Основано в январе 1992 года на основе Japanese Association for Acarology, существовавшей с 1973 года. Включает около 250 членов в Японии.

## Акарологи
Развитие акарологии как самостоятельной области исследований началось в 19 веке и продолжилось в 20 веке, когда крупный вклад в её развитие внесли такие учёные как Берлезе, Канестрини, Бэнкс, Гранжан, Кох, Налепа, Труэссар, Хирст, Аудеманс, Тор, Трегорд, Уортон, Эвинг.
Известными отечественными специалистами в области акарологии были академик генерал-лейтенант медицинской службы Е. Н. Павловский (1884—1965), А. А. Захваткин, Ю. С. Балашов, А. Б. Ланге, Н. А. Филиппова, Т. Г. Галузо, А. А. Земская, Б. И. Померанцев и др.

## Конгрессы
- XVI International Congress of Acarology. Auckland. 2022.
- XV International Congress of Acarology. Анталья, Турция. 2-8 сентября 2018 Архивная копия от 22 апреля 2021 на Wayback Machine.
- XIV International Congress of Acarology. Киото, Япония. 14-18 июля 2014 Архивная копия от 24 сентября 2020 на Wayback Machine.
- XIII International Congress of Acarology. Ресифе, Бразилия. 23-27 августа 2010.
- XII International Congress of Acarology. Амстердам, Нидерланды. 21—26 августа 2006.  Архивная копия от 16 апреля 2009 на Wayback Machine
- XI International Congress of Acarology. Мерида, Мексика. 9—13 сентября 2002.
- X International Congress of Acarology. Канберра, Австралия. 6—10 июля 1998.
- IX International Congress of Acarology. Коламбус, Огайо, США. 17—22 июля 1994.
- II International Congress of Acarology. Саттон Бонингтон, Великобритания. 19—25 июля 1967.  Архивная копия от 26 июня 2007 на Wayback Machine
- I International Congress of Acarology. Форт Коллинз, Колорадо, США. 2—7 сентября 1963.  Архивная копия от 20 ноября 2008 на Wayback Machine
- VIII Всероссийское акарологическое совещание (30 ноября — 2 декабря 2004, Санкт-Петербург).
- VII Всероссийское акарологическое совещание (28—30 сентября 1999, Санкт-Петербург).

## Журналы
- Acarina. Russian Journal of Acarology, Зоологический музей МГУ, Москва, Россия, с 1993  C 2016 г. — Тюменский государственный университет  Архивная копия от 24 ноября 2020 на Wayback Machine
- Acarologia (Montpellier, Франция)
- Acarology Bulletin (Онтарио, Канада). ISSN: 1361-8091 (Systematic & Applied Acarology Society, 1996-)  Архивная копия от 8 мая 2009 на Wayback Machine
- Experimental and Applied Acarology (Амстердам, Нидерланды). ISSN: 1572-9702 (electronic) 0168-8162 (paper), Springer
- International Journal of Acarology (США, 1975-)
- Journal of the Acarological Society of Japan (Matsudo, Chiba, Япония, 1992-)
- Journal of Medical Entomology (США)

## Терминология
Источники:
- амбулакральный диск (discus ambulacralis) — розеткообразное разрастание претарзуса ног клещей в форме присоски
- амбулакральный стебель (caulis ambulacralis) — вырост лапки, к которому крепится амбулакральный диск
- колено (patella, genu) — четвёртый членик ноги (третий — считая от коксиального поля)
- кондилофор (condylophore) — склеротизированная складка претарзуса ног клещей
- претарзус (pretarsus) — гибкое продолжение лапки с присоской и коготками
- тибиатарзус (tibiatarsus) — сросшиеся голень и лапка
- фемурогенум (femurogenum) — сросшиеся бедро и колено